# هانس فون روسن
هانس فون روسن (انگلیسی: Hans von Rosen; ۸ اوت ۱۸۸۸ – ۲ سپتامبر ۱۹۵۲) سوارکار و کاپیتان ارتش اهل سوئد بود.